# Macra
Macra (piemontiul és okcitánul: L'Arma) település Olaszországban, Piemont régióban, Cuneo megyében. Lakosainak száma 42 fő (2023. január 1.). Macra Celle di Macra, Marmora, Sampeyre, San Damiano Macra és Stroppo községekkel határos.

## Népesség
A település lakossága az elmúlt években az alábbi módon változott:
| Lakosok száma | 57   | 58   | 42   |
|               | 2017 | 2018 | 2023 |